# Ron Watts
Ronald Michael "Ron" Watts (Washington D. C., 21 de mayo de 1943-Rockville, Maryland, 2 de noviembre de 2022) fue un jugador de baloncesto estadounidense que disputó dos temporadas en la NBA. Con 1,98 metros de altura, lo hacía en la posición de alero.

## Trayectoria deportiva

### Universidad
Jugó durante cuatro temporadas con los Demon Deacons de la Universidad de Wake Forest, en las que promedió 13,4 puntos y 10,4 rebotes por partido. En sus dos últimas temporadas fue incluido en el mejor quinteto de la Atlantic Coast Conference.

### Profesional
Fue elegido en la decimoséptima posición del Draft de la NBA de 1965 por Boston Celtics, pero solo llegó a ser alineado 3 minutos en un único partido de la temporada, consiguiendo en ese tiempo dos puntos, un rebote y una asistencia.
Al año siguiente tuvo un poco más de protagonismo, pero Bill Russell, su entrenador, no terminó de confiar en él. Disputó 27 partidos, en los que promedió 1,4 puntos y 1,4 rebotes. Antes del comienzo de la temporada 1967-68 fue declarado elegible para el draft de expansión que se celebró por la incorporación de nuevos equipos a la liga, siendo elegido por Seattle Supersonics, quienes sin embargo decidieron prescindir de sus servicios, retirándose definitivamente.

## Estadísticas de su carrera en la NBA

### Temporada regular
| Temp.   | Edad | Equipo | Liga | P  | TIT | MIN | TC  | TCA | %TC  | 3P | 3PA | %3P | TL  | TLA | %TL  | R.OF. | R.DEF. | REB | ASIS | ROB | TAP | PER | FP  | PTS |
| 1965-66 | 22   | Boston | NBA  | 1  |     | 3.0 | 1.0 | 2.0 | .500 |    |     |     | 0.0 | 0.0 |      |       |        | 1.0 | 1.0  |     |     |     | 1.0 | 2.0 |
| 1966-67 | 23   | Boston | NBA  | 27 |     | 3.3 | 0.4 | 1.6 | .250 |    |     |     | 0.6 | 0.9 | .696 |       |        | 1.4 | 0.0  |     |     |     | 0.6 | 1.4 |
| Total   |      |        | NBA  | 28 |     | 3.3 | 0.4 | 1.6 | .261 |    |     |     | 0.6 | 0.8 | .696 |       |        | 1.4 | 0.1  |     |     |     | 0.6 | 1.4 |

### Playoffs
| Temp.   | Edad | Equipo | Liga | P | MIN | TCA | TC | 3PA | 3P | TLA | TL | R.OF. | REB | ASIS | ROB | TAP | PER | FP | PTS | %TC  | %3P | %FT  | MIN | PTS | REB | AST |
| 1966-67 | 23   | Boston | NBA  | 1 | 5   | 1   | 6  |     |    | 1   | 2  |       | 2   | 0    |     |     |     | 3  | 3   | .167 |     | .500 | 5.0 | 3.0 | 2.0 | 0.0 |
| Total   |      |        | NBA  | 1 | 5   | 1   | 6  |     |    | 1   | 2  |       | 2   | 0    |     |     |     | 3  | 3   | .167 |     | .500 | 5.0 | 3.0 | 2.0 | 0.0 |